# ميلتون روبرت كار
ميلتون روبرت كار (بالإنجليزية: Milton Robert Carr)‏ (27 مارس 1943 – 27 أغسطس 2024) هو محامي وسياسي أمريكي، ولد في 27 مارس 1943 في جينسفيل في الولايات المتحدة. حزبياً، نشط في الحزب الجمهوري والحزب الديمقراطي. في انتخابات مجلس النواب الأمريكي 1990 ‏، انتخب عضو مجلس النواب الأمريكي عن دائرة الدائرة الكونغرسية السادسة لميشيغان ‏ وقد انضم خلال فترته النيابية ‏ (3 يناير 1991 – 3 يناير 1993) للكتلة البرلمانية الحزب الديمقراطي وفي انتخابات مجلس النواب الأمريكي 1992 ‏، انتخب عضو مجلس النواب الأمريكي عن دائرة الدائرة الكونغرسية الثامنة لميشيغان ‏ وقد انضم خلال فترته النيابية ‏ (5 يناير 1993 – 3 يناير 1995) للكتلة البرلمانية الحزب الديمقراطي وانتخب عضو مجلس النواب الأمريكي.